# تيم ووترستون
تيم ووترستون (بالإنجليزية: Tim Waterstone)‏ هو شخصية أعمال بريطاني، ولد في 30 أبريل 1939 في غلاسكو في المملكة المتحدة.